# Dihydrogenfosforečnan

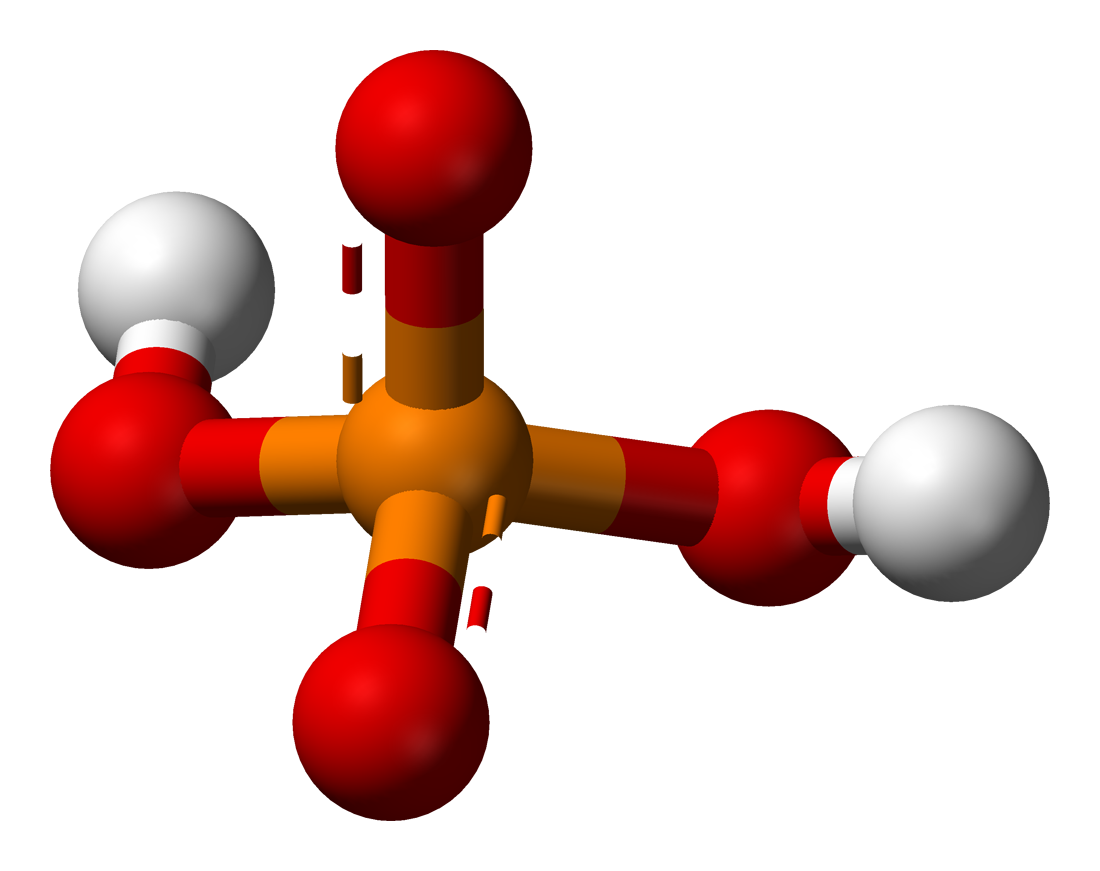
Dihydrogenfosforečnan

Dihydrogenfosforečnan (H2PO4−) je jeden ze tří aniontů odvozených od kyseliny trihydrogenfosforečné.

## Výskyt v solích
Dihydrogenfosforečnan tvoří soli (přesněji dihydrogenosoli), které vznikají při neúplné neutralizaci kyseliny fosforečné zásadou, kovem nebo amoniakem.

## Vlastnosti
Dihydrogenfosforečnan je konjugovanou kyselinou hydrogenfosforečnatého iontu, který je konjugovanou kyselinou fosfátového iontu. Konjugovanou kyselinou dihydrogenfosforečnanu je zase kyselina trihydrogenfosforečná.
Dihydrogenfosforečnan může vznikat při hydrolýze H3PO4:
H3PO4 + H2O → H2PO4−